# Stazione di Colorno
La stazione di Colorno è una stazione ferroviaria posta sulla linea Brescia-Parma a servizio dell'omonimo comune.

## Storia
L'impianto fu attivato il 2 giugno 1884 assieme alla tratta Parma-Colorno di 15,141 km di cui costituiva il capolinea provvisorio settentrionale; il 1º dicembre 1886 fu la volta della Colorno-Mezzani Rondani di 4,570 km, comprendente il ponte sul torrente Parma, che consentì alla stazione di diventare passante.
L'impianto fu affidato alla Rete Adriatica con esercizio svolto a cura della Società Meridionale, che svolse tale funzione fino al 1905, anno in cui la stazione passò alle neocostituite Ferrovie dello Stato.
Durante la Seconda guerra mondiale, il 20 marzo 1945, bombardieri anglo-americani attaccarono Colorno e nel raid aereo vennero colpite la ferrovia e i depositi di carburante nascosti nel parco della Reggia causando tre giovani vittime.
Nel 2000, all'esercizio FS subentrò la società Rete Ferroviaria Italiana. Sotto tale gestione l'intera linea fu dotata del sistema d'esercizio con Dirigente Centrale Operativo; il relativo apparato ACEI di stazione fu attivato il 14 dicembre 2008.

## Strutture ed impianti
La stazione è dotata di fabbricato viaggiatori, a due piani, il primo dei quali a livello del piano del ferro, e di un magazzino merci. Il suo piazzale è formato da due binari passanti e da uno tronco; quest'ultimo è a servizio del dismesso scalo merci.

## Movimento
La stazione di Colorno è servita dai treni regionali della relazione Brescia-Parma, eserciti da Trenord e cadenzati a frequenza oraria nell'ambito del contratto di servizio stipulato con la Regione Lombardia.
A novembre 2018, la stazione risultava frequentata da un traffico giornaliero medio di circa 519 persone (288 saliti + 231 discesi).

## Servizi
La stazione è classificata da RFI nella categoria bronze.
La stazione dispone di:
- Biglietteria automatica
- Sala d'attesa
- Servizi igienici

## Interscambi
Presso la stazione è presente una fermata delle autolinee TEP.
- Fermata autobus